# Colin McRae Rally (videogioco)
Colin McRae Rally è il primo della fortunata serie di videogiochi di rally pubblicata da Codemasters. Uscito nel 1998 e disponibile per PlayStation, PC e Game Boy Color.
Rappresenta la stagione del campionato mondiale di rally del 1998 e comprende le 8 automobili ufficiali e 4 extra.

## Modalità di gioco
Campionato
- Rally
- Prova a tempo
- Scuola di rally

## Auto
4 WD:
- Subaru Impreza WRC
- Mitsubishi Lancer Evo 4
- Ford Escort RS Cosworth WRC
- Toyota Corolla WRC

2 WD:
- Volkswagen Golf GTI Kit Car
- Skoda Felicia Kit Car
- Renault Maxi Megane
- Seat Ibiza Kit Car Evo 2

Bonus:
- Lancia Delta HF Integrale Evoluzione
- Audi Quattro
- Ford Escort MKII
- Ford RS200

## Località dei rally
- Nuova Zelanda (6 Stage)
- Grecia (6 Stage + Special stage)
- Austria (6 Stage)
- Australia (6 Stage + Special stage)
- Svezia (6 Stage)
- Corsica (6 Stage + Special stage)
- Indonesia (6 Stage)
- Gran Bretagna (6 Stage + Special stage)

## Recensioni
- Plus Magazine: "Il miglior gioco di rally di tutti i tempi."
- Plus: 95%
- Official PlayStation Magazine: 9/10
- C&VG: 5/5
- PlayStation Zone: 5/5
- PlayStation Pro: 9/10
- Extreme PlayStation: 95%
- Power Magazine: "Il gioco più maneggevole mai visto."
- Super Console 100% PlayStation: "Se TOCA vi era parso veloce, aspettate di vedere Colin McRae Rally!!!"